# Kwabischewi
Kwabischewi (gruz. ქვაბისხევი) – wieś w Gruzji, w regionie Samcche-Dżawachetia, w gminie Bordżomi. W 2014 roku liczyła 429 mieszkańców.